# Fantom (hudební skupina)
Fantom je česká rocková skupina, založená v roce 1973 v Milevsku. Přes četné změny v sestavách skupina existuje dodnes, ale nehraje v ní žádný z původních členů. V roce 2023 oslavila skupina 50. výročí. Vyvrcholením oslav byl velký koncert v milevském Domě kultury na který dorazilo velké množství lidí. Koncert proběhl 14. 10. 2023 a skupina na něm pokřtila i své nové album - Fantom. Skupinu vedl Jindřich Müller, který do ní přišel v roce 1975. V roce 1986 skupinu opustil a opět se do ní vrátil v roce 2009. Ve skupině působil jako hlavní zpěvák až do jeho úmrtí, které přišlo nečekaně 17. 7. 2025. Skupina měla v plánu mnoho vystoupení a nyní je vše zrušeno a neví se co se skupinou bude dál.

## Členové
Současná sestava
- Jindřich Müller – zpěv (* 5. prosince 1954) – 1975–1986, 2009–2025
- Miroslav Břicháček – kytara, zpěv (* 5. dubna 1974) – 2009–dosud
- Luboš Kostohryz – baskytara, zpěv (* 29. dubna 1970) – 1998–dosud
- Jiří Cihlář – bicí, zpěv (* 12. prosince 1963) – 1990–dosud
- Josef Filip – klávesy, zpěv (* 28. dubna 1986) – 2011–dosud

## Diskografie
- Kouzelník Elemon[2]
- V